# Бор (Південний Судан)
Бор (англ. Bor) — місто у Південному Судані, адміністративний центр штату Джонглей.

## Географія
Розташовується у центральній частині країни, лежить на правому березі Білого Нілу.

### Клімат
Місто знаходиться у зоні, котра характеризується кліматом тропічних саван. Найтепліший місяць — березень із середньою температурою 30.5 °C (86.9 °F). Найхолодніший місяць — липень, із середньою температурою 26.3 °С (79.3 °F).
| Клімат Бора             | Клімат Бора | Клімат Бора | Клімат Бора | Клімат Бора | Клімат Бора | Клімат Бора | Клімат Бора | Клімат Бора | Клімат Бора | Клімат Бора | Клімат Бора | Клімат Бора | Клімат Бора |
| Показник                | Січ.        | Лют.        | Бер.        | Квіт.       | Трав.       | Черв.       | Лип.        | Серп.       | Вер.        | Жовт.       | Лист.       | Груд.       | Рік         |
| Середня температура, °C | 28          | 29,5        | 30,5        | 29,8        | 28,5        | 27,2        | 26,3        | 26,3        | 27,1        | 27,7        | 27,7        | 27,5        | 28          |
| Норма опадів, мм        | 2.6         | 4.2         | 28.9        | 76.5        | 115.7       | 115.9       | 123         | 142.4       | 121.7       | 112.8       | 34.2        | 3.3         | 881.2       |
| Днів з опадами          | 0,5         | 1,4         | 4,7         | 7,8         | 10,6        | 10,5        | 12,8        | 13          | 9,7         | 8,4         | 4           | 0,6         | 84          |
| Вологість повітря, %    | 38.7        | 35          | 43.2        | 55.7        | 67.4        | 72.2        | 77.2        | 77.3        | 74.5        | 70.8        | 60.8        | 46.1        | 59.9        |
| ----------------------- | ----------- | ----------- | ----------- | ----------- | ----------- | ----------- | ----------- | ----------- | ----------- | ----------- | ----------- | ----------- | ----------- |
| Джерело: Weatherbase    |             |             |             |             |             |             |             |             |             |             |             |             |             |

## Транспорт
- у місті є аеропорт